# Herring Point
Der Herring Point (englisch; bulgarisch нос Херинг nos Chering) ist eine felsige und 750 m lange Landspitze am nordwestlichen Ende von Rugged Island im Archipel der Südlichen Shetlandinseln. Sie bildet die Ostseite der Einfahrt zur Hersilia Cove und liegt 4,9 km ostsüdöstlich des Kap Sheffield, 1,63 km ostsüdöstlich des Ivan Vladislav Point und 1,3 km nordwestlich des Vund Point.
Britische Wissenschaftler kartierten sie 1968, spanische 1992 und bulgarische in den Jahren 2005 sowie 2009. Die bulgarische Kommission für Antarktische Geographische Namen benannte sie 2006 nach dem britischen Robbenfängerkapitän Joseph Herring, der am 25. Dezember 1819 in der Hersilia Cove mit seinem Schiff Espirito Santo die Robbenjagd in der Antarktis bzw. südlich des 60. Breitengrads begründet hatte.